# Liste der Kulturdenkmäler in Brohl-Lützing
In der Liste der Kulturdenkmäler in Brohl-Lützing sind alle Kulturdenkmäler der rheinland-pfälzischen Ortsgemeinde Brohl-Lützing mit den Ortsteilen Brohl und Niederlützingen aufgeführt. Grundlage ist die Denkmalliste des Landes Rheinland-Pfalz (Stand: 12. Juni 2023).

## Denkmalzonen
| Bezeichnung                                         | Lage                                                   | Baujahr | Beschreibung | Bild                           |
| --------------------------------------------------- | ------------------------------------------------------ | ------- | --- | ------------------------------ |
| Denkmalzone Schweppenburg und Schweppenburger Mühle | Niederlützingen, südöstlich des Ortes im Brohltal Lage | 1638    | Denkmalzone aus: - Schweppenburg: Renaissance-Schloss, dreigeschossiger Putzbau von 1638mit zwei Ecktürmchen und geschweiften Giebeln, dreigeschossiger Flügel mit Treppe des Haupthauses; hufeisenförmig angeordnete Wirtschaftsgebäude, 1863 von Baumeister Emmerich; - Schweppenburger Mühle: wohl barocker Putzbau, 1887 großteils erneuert, Getreidemühle mit intaktem Mahlwerk mit metallenem Mühlrad, zugehörig Mühlkanal und Wehranlage; - auf dem Areal: höhlenartige Bereich zum Trassabbau | weitere Bilder Fotos hochladen |

## Einzeldenkmäler
| Bezeichnung                                     | Lage                                                                                          | Baujahr                  | Beschreibung | Bild                                    |
| ----------------------------------------------- | --------------------------------------------------------------------------------------------- | ------------------------ | --- | --------------------------------------- |
| Meilenstein                                     | Brohl, Artilleriestraße, bei Nr. 17 Lage                                                      | 1820                     | preußischer Ganzmeilenstein, Obelisk mit seitlicher Sitzbank, gusseiserner Adler, 1820                                                   | Fotos hochladen                         |
| Lokomotive                                      | Brohl, Bahnhofstraße Lage                                                                     | 1906                     | Tenderlokomotive 11sm, letzte erhaltene Dampflokomotive der Brohltalbahn, 1906 von Firma Humboldt in Köln-Kalk gebaut                    | weitere Bilder Fotos hochladen          |
| Heiligenhäuschen                                | Brohl, Braunsbergweg, Ecke Lützinger Straße Lage                                              | 19. Jahrhundert          | Saalbau, eventuell aus dem 19. Jahrhundert; drei große Linden                                                                            | Fotos hochladen                         |
| Betriebsgelände Brohl Wellpappe                 | Brohl, Brohltalstraße 2–10, Mühlenstraße 8 Lage                                               | 1930er Jahre             | Eingang, Putzbau aus den 1930er Jahren; Direktionshaus, dreigeschossiger Krüppelwalmdachbau                                              | Fotos hochladen                         |
| Burg Brohleck                                   | Brohl, Burgstraße Lage                                                                        |                          | auch Schloss Augustaburg; späthistoristische Gebäudegruppe, L-förmig verzogene Anlage, Tuffquader- und Putzbauten, mittig Fachwerktrakt  | weitere Bilder Fotos hochladen          |
| Wohnhaus                                        | Brohl, Josef-Leusch-Straße 1 Lage                                                             | 1901                     | Wohnhaus, Rustika und Backstein, bezeichnet 1901                                                                                         | Fotos hochladen                         |
| Nische                                          | Brohl, Josef-Leusch-Straße, an Nr. 3 Lage                                                     |                          | Neurenaissane-Nische | Fotos hochladen                         |
| Katholische Pfarrkirche St. Johannes der Täufer | Brohl, Josef-Leusch-Straße 47 Lage                                                            | 1888–91                  | neugotische Hallenkirche, Basaltquader, 1888–91, Architekt Caspar Clemens Pickel, Düsseldorf                                             | weitere Bilder Fotos hochladen          |
| Wegekreuz                                       | Brohl, Josef-Leusch-Straße, Ecke Mühlenstraße/Rheinstraße Lage                                | 18. Jahrhundert          | Wegekreuz, Nischentyp, 18. Jahrhundert                                                                                                   | Fotos hochladen                         |
| Wohnhaus                                        | Brohl, Koblenzer Straße 57 Lage                                                               | 1834                     | Putzbau, 1834 | Fotos hochladen                         |
| Grabkreuz                                       | Brohl, Koblenzer Straße, bei Nr. 72 Lage                                                      | 1780                     | kleines Grabkreuz, bezeichnet 1780 | weitere Bilder Fotos hochladen          |
| Wohnhaus                                        | Niederlützingen, Auf der Zeib 10 Lage                                                         | 18. Jahrhundert          | Fachwerkhaus, 18. Jahrhundert | BW                                      |
| Tanzsaal                                        | Niederlützingen, Hauptstraße, gegenüber Nr. 56 Lage                                           | 1904                     | Basalt- und Tuffquaderbau, bezeichnet 1904                                                                                               | BW                                      |
| Wohnhaus                                        | Niederlützingen, Horsterstraße 10 Lage                                                        | 18. Jahrhundert          | Fachwerkhaus, teilweise massiv, 18. Jahrhundert (eher älter)                                                                             | BW                                      |
| Pfarrkirche St. Lambertus und Katharina         | Niederlützingen, Kirchstraße 1 Lage                                                           | 1873                     | ehemaliger Saalbau, 1873, Architekt Ferdinand Nebel, Koblenz, Erweiterung 1923; an der Kirchhofmauer: Wegekreuzfragment, bezeichnet 1755 | weitere Bilder Fotos hochladen          |
| Wegekreuz                                       | Niederlützingen, Mittelstraße, Ecke Gartenstraße Lage                                         | 1680                     | Wegekreuz, bezeichnet 1680 | weitere Bilder Fotos hochladen          |
| Fachwerkhaus                                    | Niederlützingen, Zeibstraße 2 Lage                                                            | 18. Jahrhundert          | Fachwerkhaus, teilweise massiv, verputzt, 18. Jahrhundert; Gesamtanlage                                                                  | BW                                      |
| Wegekreuz                                       | Niederlützingen, innerorts                                                                    | 1766                     | Wegekreuz, bezeichnet 1766 | Direkt Bild zu diesem Denkmal hochladen |
| Kapelle                                         | Niederlützingen, nordöstlich des Ortes; Distrikt Auf Lammertal Lage                           | 18. oder 19. Jahrhundert | Saalbau, Basaltbruchstein, 18. oder 19. Jahrhundert, Arkaden wohl aus dem 20. Jahrhundert                                                | Fotos hochladen                         |
| Wegekreuz                                       | Niederlützingen, südlich des Ortes                                                            | 1688                     | Wegekreuz, Basalt, bezeichnet 1688 | Direkt Bild zu diesem Denkmal hochladen |
| Wegekreuze                                      | Niederlützingen, südlich des Ortes an der K 69 (Fritz-Beck-Straße); Flur Am neuen Graben Lage | ab 1682                  | Wegekreuze, eines bezeichnet 1682, und Nischentyp, bezeichnet 1729                                                                       | weitere Bilder Fotos hochladen          |
| Schweppenburger Mühle                           | Niederlützingen, südöstlich des Ortes im Brohltal Lage                                        |                          | Putzbau, Ökonomietrakte, Erweiterung im 19. Jahrhundert                                                                                  | weitere Bilder Fotos hochladen          |
| Wegekreuz                                       | Niederlützingen, südwestlich des Ortes an der K 69; Flur Auf der Britz Lage                   | 1762                     | Wegekreuz, bezeichnet 1762 | weitere Bilder Fotos hochladen          |